# Félix Grat
Félix Eugène Grat est un historien et homme politique français né à Paris le 12 novembre 1898 et mort à Volmerange-les-Mines (Moselle) le 13 mai 1940.

## Parcours

### Origine
Félix Grat est encore au lycée Condorcet à Paris lorsque la guerre est déclarée. Il s'engage et part combattre au front. Particulièrement courageux il est décoré de la Croix de guerre. À son retour il reprend ses études et obtient une licence de lettres puis une licence en droit (1922). Il entre à l'École des chartes, où il soutient une thèse intitulée Étude diplomatique sur les actes de Louis II le Bègue, Louis III et Carloman (877-884), suivie d'un catalogue d'actes. L'École des Hautes Études le choisit pour rejoindre l'École française de Rome.
Il se marie le 6 novembre 1923 à Laval avec Andrée Lacoulonche.

### Manuscrits
Il poursuit ses recherches à Rome de 1923 à 1925 et travaille notamment sur Urbain VI ; il découvre plusieurs manuscrits inconnus de Tacite.
À son retour en 1925, il est chargé de cours à l'École pratique des hautes études et enseigne la paléographie à la Sorbonne avant d'être nommé à Nancy en 1931. Il s'étonnait en 1933 que les manuscrits des classiques latins restent encore inconnus, et donc restaient à découvrir. Constatant que l'Espagne n'avait pas été explorée, il explore avec son épouse les bibliothèques des couvents et églises d'Espagne. Ils découvrent des manuscrits de Cicéron, Ovide, Lucian, Stace et les photographient : 1600 clichés qui sont l'amorce d'une grande collection : Grat destine ce trésor à tout chercheur ou curieux, et ouvre un champ d'activité immense aux latinistes.

### Politique
En 1936, il est candidat indépendant aux élections législatives dans le département de la Mayenne. Il est élu au second tour face au député sortant Bouëssé. Il siège parmi l'opposition au Front populaire au sein du groupe de la Fédération républicaine. Secrétaire de la commission des Affaires étrangères, il est particulièrement attentif à préserver la présence française en Syrie. Il s'oppose également à la dévaluation du franc par Léon Blum.

### IRHT
Il parvient cependant à convaincre Jean Perrin, sous-secrétaire d'État à la recherche scientifique dans le gouvernement Léon Blum, de la nécessité de fonder un laboratoire destiné à travailler sur l'histoire des textes anciens. Il avait perçu à l'époque l'importance des techniques nouvelles de reproduction pour mettre à la disposition des chercheurs une « bibliothèque idéale » où l'on pourrait lire et comparer les textes des manuscrits du Moyen Âge aujourd'hui dispersés dans le monde entier. Félix Grat fonde ainsi en 1937 l'Institut de recherche et d'histoire des textes (IRHT) à Paris, qu'il dirige de sa fondation à 1940.

### Seconde Guerre mondiale
Bien que dégagé de toute obligation militaire, il décide de prendre part à la Seconde Guerre mondiale en levant un corps franc. C'est à sa tête qu'il meurt le 13 mai 1940, sur la côte du Hetschenberg à Volmerange-les-Mines (Moselle).
Il est inhumé au Cimetière de Vaufleury à Laval.

## Principales œuvres
- Nouvelles recherches sur Tacite, Rome, 1925 ;
- Étude sur le ″motu proprio″ des origines au début du XVIe siècle, Melun, 1945 ;
- Annales de Saint-Bertin (éd.) en collaboration avec Suzanne Clémencet et Jeanne Vieilliard, Paris, 1964 ;
- Recueil des actes de Louis II Le Bègue, Louis III et Carloman II, rois de France (877-884) (éd.) en collaboration, Paris, 1978.